# Équipe d'Afrique du Sud de football à la Coupe des confédérations 2009
L'équipe d'Afrique du Sud de football participe à sa 2e Coupe des confédérations lors de l'édition 2009 qui se tient sur son sol du 14 juin 2009 au 28 juin 2009. Elle se rend à la compétition en tant que pays organisateur.
Les Sud-Africains terminent deuxièmes du groupe A puis ils perdent contre le Brésil en demi-finale. Lors de la petite finale, ils perdent contre l'Espagne et ils se classent ainsi quatrièmes de la compétition.

## Résultats

### Phase de groupe
| Rang | Équipe           | Pts | J | G | N | P | Bp | Bc | Diff |
| ---- | ---------------- | --- | - | - | - | - | -- | -- | ---- |
| 1    | Espagne          | 9   | 3 | 3 | 0 | 0 | 8  | 0  | +8   |
| 2    | Afrique du Sud   | 4   | 3 | 1 | 1 | 1 | 2  | 2  | 0    |
| 3    | Irak             | 2   | 3 | 0 | 2 | 1 | 0  | 1  | -1   |
| 4    | Nouvelle-Zélande | 1   | 3 | 0 | 1 | 2 | 0  | 7  | -7   |

| 14 juin 2009                      | Afrique du Sud | 0 - 0 | Irak | Ellis Park Stadium, Johannesbourg                |                                                  |
| 16:00 · Historique des rencontres |                |       |      | Spectateurs : 48 837 Arbitrage : Jorge Larrionda | Spectateurs : 48 837 Arbitrage : Jorge Larrionda |
| 16:00 · Historique des rencontres | (Rapport)      |       |      | Spectateurs : 48 837 Arbitrage : Jorge Larrionda | Spectateurs : 48 837 Arbitrage : Jorge Larrionda |

| 17 juin 2009                      | Afrique du Sud | 2 - 0 | Nouvelle-Zélande | Royal Bafokeng Stadium, Rustenburg                |                                                   |
| 20:00 · Historique des rencontres | Parker 21e 52e |       |                  | Spectateurs : 36 598 Arbitrage : Benito Archundia | Spectateurs : 36 598 Arbitrage : Benito Archundia |
| 20:00 · Historique des rencontres | (Rapport)      |       |                  | Spectateurs : 36 598 Arbitrage : Benito Archundia | Spectateurs : 36 598 Arbitrage : Benito Archundia |

| 20 juin 2009                      | Espagne                  | 2 - 0 | Afrique du Sud | Free State Stadium, Mangaung/Bloemfontein   |                                             |
| 20:00 · Historique des rencontres | Villa 52e · Llorente 72e |       |                | Spectateurs : 38 212 Arbitrage : Pablo Pozo | Spectateurs : 38 212 Arbitrage : Pablo Pozo |
| 20:00 · Historique des rencontres | (Rapport)                |       |                | Spectateurs : 38 212 Arbitrage : Pablo Pozo | Spectateurs : 38 212 Arbitrage : Pablo Pozo |

### Demi-finale
| 25 juin 2009                      | Brésil    | 1 - 0 | Afrique du Sud | Ellis Park Stadium, Johannesbourg                |                                                  |
| 20:00 · Historique des rencontres | Alves 88e |       |                | Spectateurs : 48 049 Arbitrage : Massimo Busacca | Spectateurs : 48 049 Arbitrage : Massimo Busacca |
| 20:00 · Historique des rencontres | (Rapport) |       |                | Spectateurs : 48 049 Arbitrage : Massimo Busacca | Spectateurs : 48 049 Arbitrage : Massimo Busacca |

### Petite finale
| 28 juin 2009                      | Espagne                          | 3 - 2 a.p. | Afrique du Sud   | Royal Bafokeng Stadium, Rustenburg              |                                                 |
| 15:00 · Historique des rencontres | Guïza 88e 89e · Xabi Alonso 107e |            | Mphela 73e 90+3e | Spectateurs : 31 788 Arbitrage : Matthew Breeze | Spectateurs : 31 788 Arbitrage : Matthew Breeze |
| 15:00 · Historique des rencontres | (Rapport)                        |            |                  | Spectateurs : 31 788 Arbitrage : Matthew Breeze | Spectateurs : 31 788 Arbitrage : Matthew Breeze |

## Effectif
La liste des 23 sélectionnés de l'équipe d'Afrique du Sud est donnée le 4 juin 2009. Statistiques arrêtées le 29 juin 2009.
| Numéro / Nom       | Numéro / Nom        | Equipe actuelle                         | Sél.             | Date de naissance | J.              |                 |                 |                 |                 |
| Gardiens de but    | Gardiens de but     | Gardiens de but                         | Gardiens de but  | Gardiens de but   | Gardiens de but | Gardiens de but | Gardiens de but | Gardiens de but | Gardiens de but |
| ------------------ | ------------------- | --------------------------------------- | ---------------- | ----------------- | --------------- | --------------- | --------------- | --------------- | --------------- |
| 22                 | Brian Baloyi        | Mamelodi Sundowns                       | 24 (0)           | 16 mars 1974      | 0               | 0               | 0               | 0               | 0               |
| 16                 | Itumeleng Khune     | Kaizer Chiefs                           | 17 (0)           | 20 juin 1989      | 5               | 0               | 0               | 0               | 0               |
| 1                  | Rowen Fernandez     | Arminia Bielefeld                       | 19 (0)           | 28 février 1978   | 0               | 0               | 0               | 0               | 0               |
| Défenseurs         |                     |                                         |                  |                   |                 |                 |                 |                 |                 |
| 14                 | Matthew Booth       | Mamelodi Sundowns                       | 24 (1)           | 14 mars 1977      | 5               | 0               | 0               | 0               | 0               |
| 2                  | Siboniso Gaxa       | Mamelodi Sundowns                       | 25 (1)           | 6 avril 1984      | 5               | 0               | 0               | 0               | 0               |
| 23                 | Morgan Gould        | Supersport United Football Club         | 2 (0)            | 23 mars 1983      | 0               | 0               | 0               | 0               | 0               |
| 20                 | Bongani Khumalo     | Supersport United Football Club         | 5 (0)            | 6 janvier 1987    | 0               | 0               | 0               | 0               | 0               |
| 3                  | Tsepo Masilela      | Maccabi Haïfa                           | 23 (0)           | 5 mai 1985        | 5               | 0               | 2               | 0               | 0               |
| 15                 | Innocent Mdledle    | Orlando Pirates                         | 5 (0)            | 12 novembre 1985  | 0               | 0               | 0               | 0               | 0               |
| 4                  | Aaron Mokoena       | Portsmouth Football Club                | 90 (1)           | 25 novembre 1980  | 5               | 0               | 0               | 0               | 0               |
| 19                 | Bryce Moon          | Panathinaïkos                           | 15 (1)           | 6 avril 1986      | 0               | 0               | 0               | 0               | 0               |
| Milieux de terrain |                     |                                         |                  |                   |                 |                 |                 |                 |                 |
| 7                  | Lance Davids        | Supersport United Football Club         | 16 (0)           | 11 avril 1985     | 0               | 0               | 0               | 0               | 0               |
| 13                 | Kagisho Dikgacoi    | Lamontville Golden Arrows Football Club | 24 (2)           | 24 novembre 1984  | 5               | 0               | 1               | 0               | 0               |
| 5                  | Benson Mhlongo      | Orlando Pirates                         | 31 (1)           | 9 novembre 1980   | 4               | 0               | 0               | 0               | 0               |
| 12                 | Teko Modise         | Orlando Pirates                         | 38 (9)           | 22 décembre 1982  | 5               | 0               | 1               | 0               | 0               |
| 10                 | Steven Pienaar      | Everton FC                              | 44 (2)           | 17 mars 1982      | 5               | 0               | 2               | 0               | 0               |
| 6                  | McBeth Sibaya       | FK Rubin Kazan                          | 52 (0)           | 25 novembre 1977  | 4               | 0               | 2               | 0               | 0               |
| 8                  | Siphiwe Tshabalala  | Kaizer Chiefs                           | 32 (3)           | 25 septembre 1984 | 4               | 0               | 0               | 0               | 0               |
| 11                 | Elrio van Heerden   | Blackburn Rovers Football Club          | 29 (3)           | 11 juillet 1983   | 2               | 0               | 0               | 0               | 0               |
| Attaquants         |                     |                                         |                  |                   |                 |                 |                 |                 |                 |
| 18                 | Thembinkosi Fanteni | Maccabi Haïfa                           | 19 (2)           | 2 février 1984    | 2               | 0               | 1               | 0               | 0               |
| 21                 | Katlego Mashego     | Orlando Pirates                         | 13 (1)           | 19 mai 1982       | 4               | 0               | 0               | 0               | 0               |
| 9                  | Abel Mphela         | Mamelodi Sundowns                       | 11 (6)           | 29 novembre 1984  | 2               | 2               | 1               | 0               | 0               |
| 17                 | Bernard Parker      | FK Étoile rouge de Belgrade             | 19 (7)           | 16 mars 1986      | 5               | 2               | 0               | 0               | 0               |
| Sélectionneur      |                     |                                         |                  |                   |                 |                 |                 |                 |                 |
|                    | Joel Santana        |                                         | 25 décembre 1968 |                   |                 |                 |                 |                 |                 |

## Navigation